# Nanuque
Nanuque là một đô thị thuộc bang Minas Gerais, Brasil. Đô thị này có diện tích 1515,37 km², dân số năm 2007 là 40307 người, mật độ 26,7 người/km².